# 薩摩川内市立滄浪小学校
薩摩川内市立滄浪小学校（さつませんだいしりつ そうろうしょうがっこう）は、鹿児島県薩摩川内市久見崎町にあった市立小学校。

## 概要
児童数は2011年時点で16人が在籍していた。
2012年3月に閉校した。
学校名の由来は、中国の文人政治家屈原の詩にちなみ、川内川を中国湖北省を流れる滄浪になぞらえている。
1945年7月30日に空襲によって勤労奉仕で学校に来て犠牲となった児童7人の慰霊と平和学習が行われていたが、閉校に伴い慰霊祭は地元の協議会に引き継がれた。引き継がれた慰霊祭も高齢化を理由に戦後70年目に当たる2015年で最後の開催となった。

## 歴史
- 1876年（明治9年） - 高江36郷校分校本校として開校
- 1879年（明治12年） - 久見崎小学校と改称
- 1986年（明治19年） - 滄浪簡易科小学校と改称
- 1892年（明治25年） - 滄浪尋常小学校と改称
- 1902年（明治35年） - 滄浪尋常高等小学校と改称
- 1941年（昭和16年） - 国民学校令施行に伴い、滄浪国民学校と改称
- 1945年（昭和20年） - 戦災で校舎を焼失。勤労奉仕で集まっていた児童7人が犠牲となる。
- 1947年（昭和22年） - 学制改革により滄浪小学校と改称
- 2004年（平成16年） - 川内市が新設合併し、薩摩川内市となったのに伴い、薩摩川内市立滄浪小学校と改称
- 2012年（平成24年） - 閉校

## 通学区域
滄浪小学校の通学区域は以下の区域が指定されていた。
- 久見崎町

## 進学先中学校
- 薩摩川内市立高江中学校[3]